# Église Notre-Dame de Miséricorde de Marchienne-au-Pont
L’église Notre-Dame de la Miséricorde ou de la Sainte-Vierge est un édifice religieux catholique situé à Marchienne-au-Pont, section de la ville belge de Charleroi, dans la province de Hainaut. Elle est construite en 1904 en remplacement de l'ancienne datant du XVIe siècle et détruite vers 1903.

## Histoire

### La première église

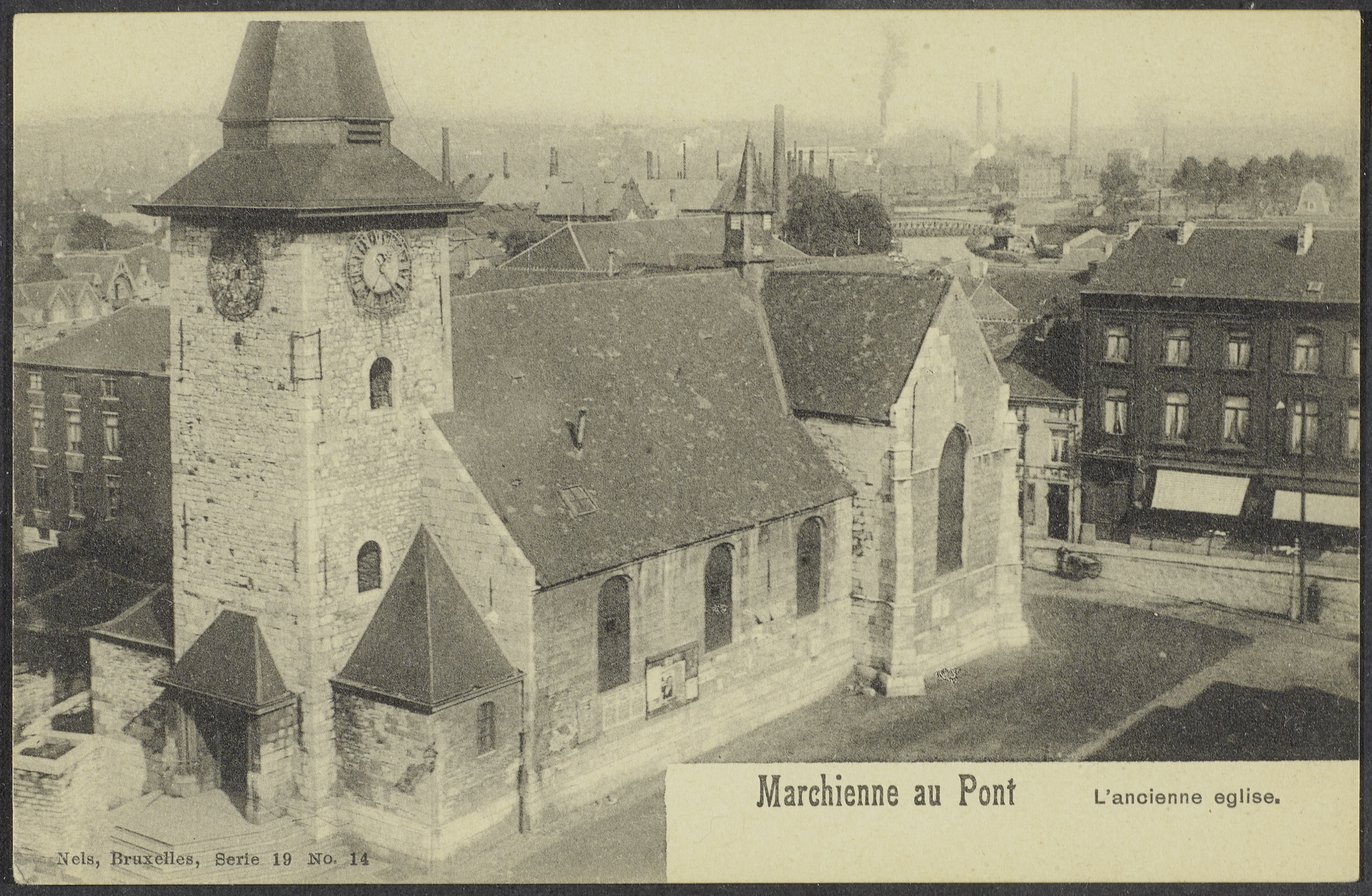
Carte postale de l'ancienne église, au début du XIXe siècle.

La « vieille église » avait été bénie en 1591 après plusieurs dizaines d'années de travaux, l'ancienne église n’était cependant pas la première de la commune, car, en 1398, il était déjà question de réparer la tour du lieu de culte d'alors,. Elle était située au centre du bourg, sa tour servait au guet. Une demeure seigneuriale se situait immédiatement à proximité et remplacée par le château Bilquin de Cartier au début du XVIIe siècle. Le cimetière qui entourait l'église est désaffecté en 1861 et disparut définitivement qu'en 1879.
L'église fut plusieurs fois endommagée et nécessita diverses campagnes de restauration. L'édifice subit dès 1579, alors qu'elle venait d'être terminée, l'assaut des Gueux, venant du nord des Pays-Bas et emportant les cloches ; elles seront remplacée en 1587. Pendant quelques dizaines années plus tard, l'église est déjà en piètre était et nécessite encore de divers réparations.
Suite aux pertes qui ont anéantie le nombre de compagnies et d'escadrons du roi de France en 1674 à Seneffe, de nombreux blessés sont dirigés vers Marchienne pour y êtres soignés. Plusieurs y moururent, et certains furent enterrés dans l'église comme M. de la Pétiniere enterré dans la nef, Jacques Saboureux, seigneur de la Bennetière, M. Stockem, capitaine d'infanterie, N. Beauvais, ou François de l'Ourme, enterré sous le chœur. Les pierres tombales de plusieurs notables qui sont renfermée dans l'église notamment celle de Jean de Hamal, seigneur de Monceau, qui est veuf ayant repris femme, il y est représenté avec ses deux épouses, Hélène Hinkart et Jacqueline de Hennin. La pierre tombale de l'écuyer Jehan de la Bricque, greffier de la cour de justice de Marchienne de 1540 à 1544, qui est représenté avec ses deux épouses, Françoise de Farcy et Isabeau de Dasve. La pierre tombale de Marie-Agnès de Baillencourt, épouse de Guillaume Bilquin, seigneur de Bioul, Marchienne-au-Pont et de Mont-sur-Marchienne, qui est décédé en 1725 s'y trouve également.
Entre 1715 et 1718, des réparations de la tour sont effectués. Dès 1794, les Républicains font suspendre l'exercice du culte à Marchienne et transforme l'église en prison militaire. Les suspects, déserteurs et les prisonniers de guerre sont enfermés par Jourdan. Ils seront près de 600 à y être enfermé simultanément, entraînent de nombreuses dégradations de l'édifice et nécessitant de nouvelles réparations après les troubles. En 1815, un boulet de canon frappe la tour de l'église suite à une confrontation entre français et prussiens.
Les français en déroute après la bataille de Waterloo, repassent la Sambre à Marchienne et Charleroi. L'église de Marchienne qui est transformée en hôpital militaire accueille les blessés qui sont amenés sur des chariots.

#### Disparition de l'ancienne église au profit de la nouvelle
En 1856, l'église est jugée trop exiguë et et ne suffit plus aux besoins du culte, la population étant en plein expansion, en 1868 la construction d'une nouvelle église à La Docherie, le manque de place dans l'église du centre continue de se faire sentir.

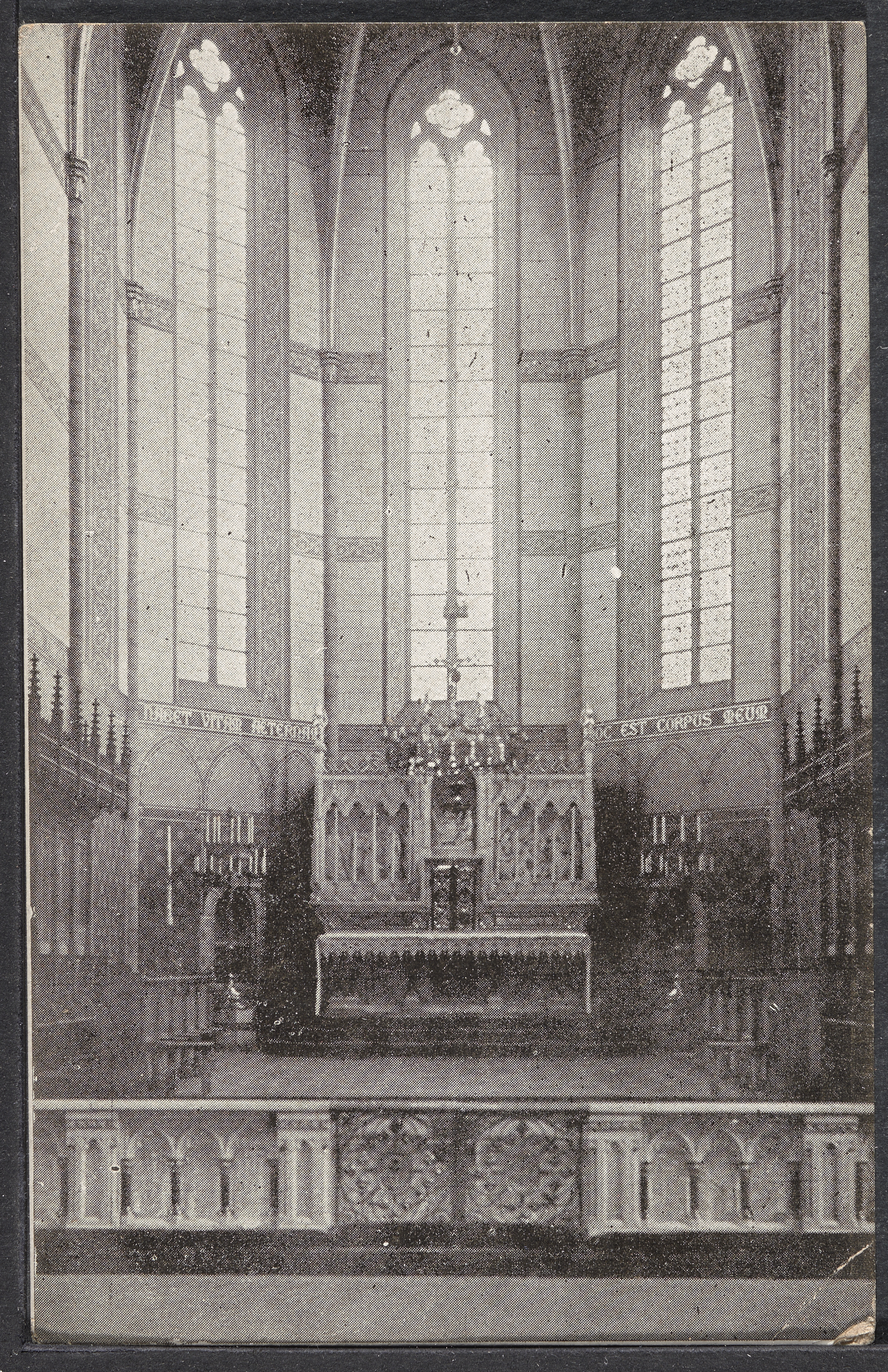
Carte postale illustrant le chœur de la nouvelle église.

Des nouvelles réparation de l'ancienne église, notamment à sa tour, et, une horloge avec cadran est y placée en 1857.
Avec la disparition de l'ancien cimetière en 1879 permet l'agrandissement de la place autour de l'ancienne église et aussi l'agrandissement du marché.
Considérée comme trop petite, vétuste et sans caractère esthétique, et est, pour les autorités, un obstacle pour la création d'une vaste place et d'un marché important au chœur de la commune. Les autorités privilégient l'édification d'un nouveau et vaste lieu de culte, au lieu de conservé et restauré de l'ancienne église et de la création d'une nouvelle à Marchienne-Saint-Martin, quartier qui est dépourvue d'église,.
La commission royale des monuments, ne s'oppose nullement à la démolition suite à une visite des lieux,. Une épaisse fumée noire s'échappe par les issues de l'église le 24 décembre 1897 à la suite à une chute d'un cierge, le Saint-Sacrément, divers ornements, et la statue de Notre-Dame de la Miséricorde, qui déjà sauvée d'un autre incendie en 1794 arrivent à être placés en lieu sûr,.
La nouvelle église sera construite en face de la rue Neuve à l'emplacement d'une maison au pignon à gradins.

### La deuxième église

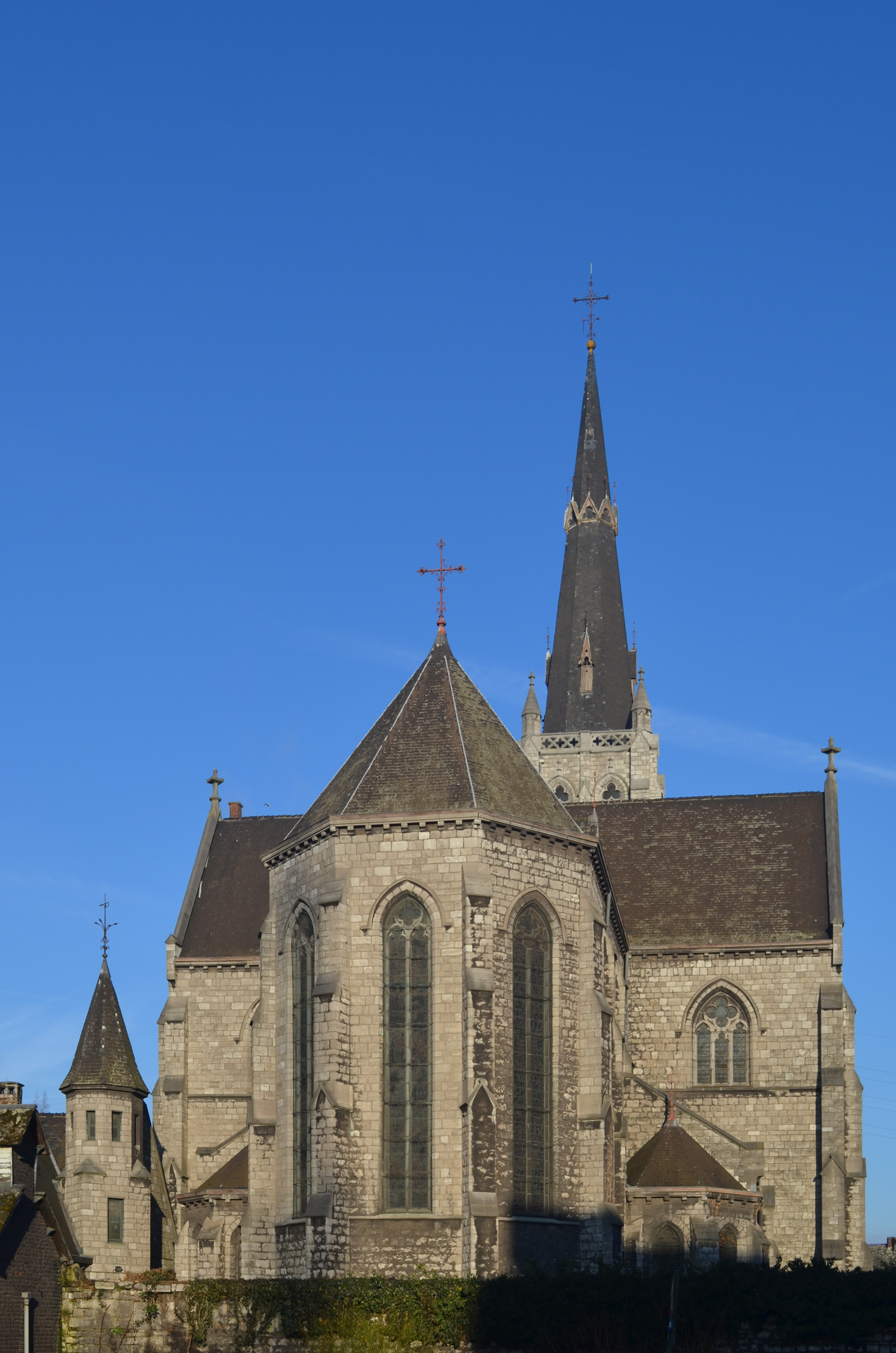
L'abside.

Les plans de la nouvelle église sont approuvés par l'administration communale en 1899,. L'autorisation d'érigé la nouvelle église fut accordée le 19 novembre 1899 par Léopold II. Le lieu est choisi et se situe dans l'axe de la rue Neuve (rue des Bateliers), les anciennes demeures sont acquis et puis démolis. La nouvelle église est inspirée de l'abbatiale d'Aulne, sont l'œuvre des architectes Sonneville et Simon,.
La première pierre a été bénie et posée le jour de l'Assomption, le 15 août 1901 par l'abbé Carbonelle, doyen de Fontaine-l'Évêque en présence des architectes et de Arnold de Cartier. Un tube de métal contenant des manuscrits sur parchemin, une pièce d'argent à l'effigie de Léopold II, des médailles de la Sainte-Vierge, Saint-Joseph, de Saint-Benoît, de Saint-Antoine de Padoue et une pièce à l'effigie du pape Léon XIII,. Le dimanche 13 mars 1904, a lieu la consécration de la nouvelle église par l'évêque de Tournai, Charles-Gustave Walravens,.

## Description architecturale

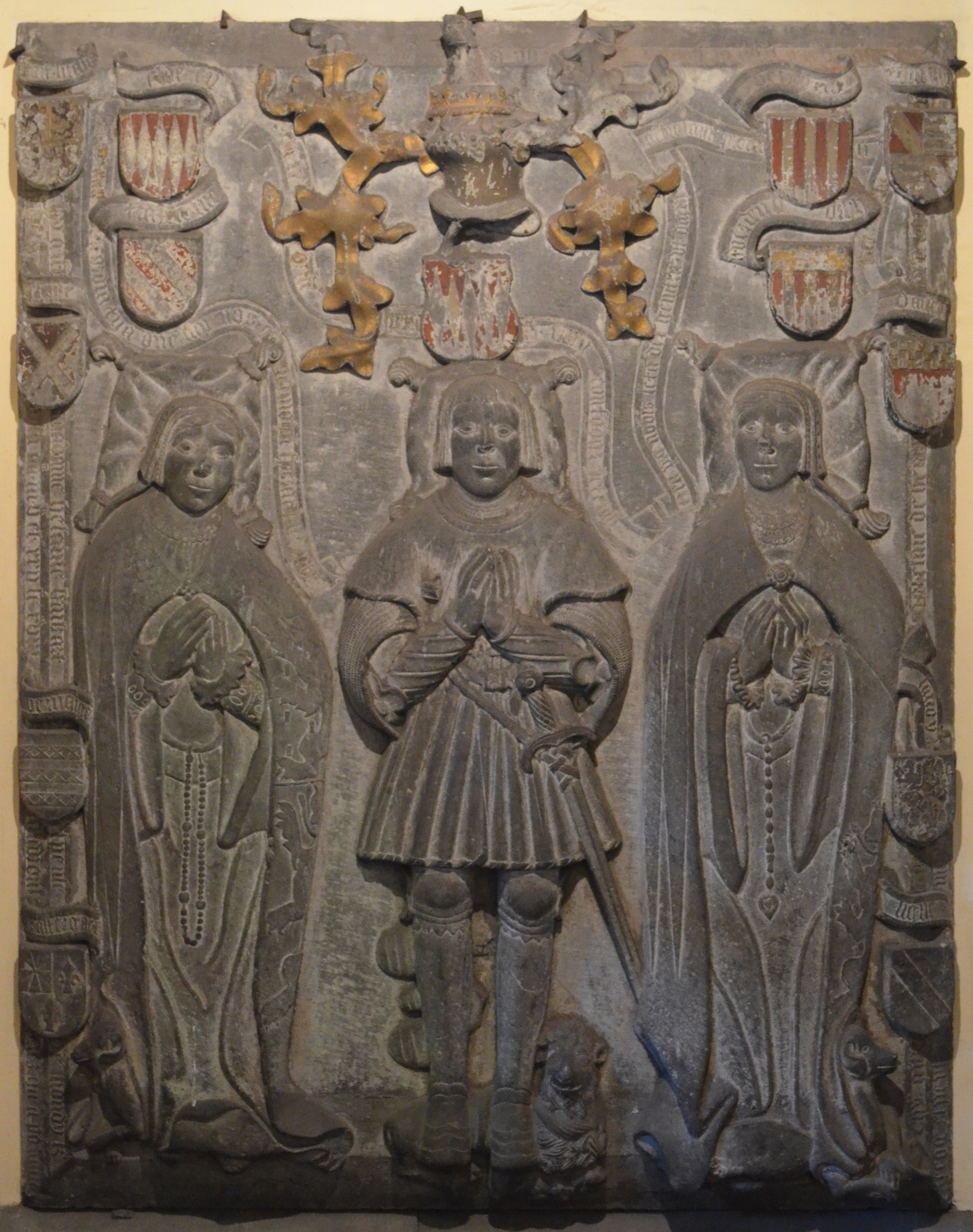
Monument funéraire de Jean de Hamal et de ses deux épouses XVIe siècle, qui se trouve dans à l'intérieur de l'église.

L'église est construite en style néogothique en pierre de taille et moellon calcaire. L'édifice possède une haute tour de façade avancée, contrebutée de contreforts et enserrés par deux chapelles. La nef de cinq travées qui sont flanquée de de bas-côtés jusqu'au transept saillant. Le long du chœur de trois travées droite qui est terminé par un chevet à pans coupés sont accostés de deux chapelles.